# خضر بوركينا فاسو
خضر بوركينا فاسو (بالفرنسية: Les Verts du Burkina)‏ هو حزب سياسي في بوركينا فاسو.

## التاريخ
تأسس الحزب في عام 1991 باسم اتحاد الخضر من أجل تنمية بوركينا فاسو (Union des Verts pour le Développement du Burkina)، وكان بقيادة علي كاسامبا في البداية. خاض الحزب الانتخابات البرلمانية عامي 1992 و1997، لكنه فشل في الفوز بمقعد.
رشح الحزب رام ويدراوغو لانتخابات 1998 الرئاسية. احتل ويدراوغو المركز الثاني في التصويت بنسبة 6.6 ٪ وخسر أمام الرئيس بليز كومباوري.
انقسم الحزب بعد الانتخابات البرلمانية لعام 2002، مع مغادرة فصيل بقيادة ويدراوغو لتشكيل تجمع علماء البيئة في بوركينا، مع تغيير اسم بقية الحزب إلى حزب الخضر في بوركينا فاسو.
في الفترة التي سبقت انتخابات 2007، انضم الحزب إلى اتفاق تحالف القوى الديمقراطية، إلى جانب اتفاق الديمقراطية والفيدرالية واتفاق الديمقراطية والحرية والتجمع من أجل القوى المستقلة / حزب شباب بوركينا فاسو. حصلت الائتلاف على 2.34٪ من الأصوات وفاز بثلاثة مقاعد. شهد التحالف زيادة طفيفة في حصته في التصويت في انتخابات 2012، حيث حصل على 2.4٪ من الأصوات، واحتفظ بمقاعده الثلاثة.